# 雲南市立加茂中学校
雲南市立加茂中学校（うんなんしりつ かもちゅうがっこう）は、島根県雲南市加茂町神原にある公立中学校。

## 校区
- 校区は、加茂小学校の通学区域となっている。

## 沿革
- 2004年（平成16年）11月1日 - 雲南市立加茂中学校に改称。

## 部活動
運動部
- 野球部
- ソフトボール部
- バレー部
- バスケット部
- 剣道部

文化部
- 吹奏楽部
- 美術部